# Pulsionsdivertikel

Im Breischluck

Ein Pulsionsdivertikel ist eine Aussackung (Divertikel) des Schlundrachens (Hypopharynx) oder der Speiseröhre, welche durch einen erhöhten Innendruck bei reduzierter Wandfestigkeit entsteht. Am häufigsten treten sie im oberen Drittel der Speiseröhre auf. Das bekannteste Pulsionsdivertikel ist das Zenker-Divertikel, welches vorwiegend bei älteren Männern im Bereich des Hypopharynx auftritt.